# Pearl (Mississippi)
Pearl is een plaats (city) in de Amerikaanse staat Mississippi, en valt bestuurlijk gezien onder Rankin County.

## Demografie
Bij de volkstelling in 2000 werd het aantal inwoners vastgesteld op 21.961.
In 2006 is het aantal inwoners door het United States Census Bureau geschat op 23.986, een stijging van 2025 (9,2%).

## Geografie
Volgens het United States Census Bureau beslaat de plaats een oppervlakte van
57,1 km², waarvan 56,5 km² land en 0,6 km² water.

## Plaatsen in de nabije omgeving
De onderstaande figuur toont nabijgelegen plaatsen in een straal van 16 km rond Pearl.